# Luperosaurus kubli
Luperosaurus kubli — вид геконоподібних ящірок родини геконових (Gekkonidae). Ендемік Філіппін.

## Поширення і екологія
Luperosaurus kubli мешкають в горах Сьєрра-Мадре на острові Лусон, зокрема на горі Латтан. Вони живуть в кронах тропічних лісів, на висоті від 650 до 1100 м над рівнем моря.